# Dinogorgon rubidgei
Dinogorgon rubidgei és una espècie extinta de sinàpsid de la família dels gorgonòpids que visqué a Àfrica durant el Permià superior. Se n'han trobat restes fòssils a Sud-àfrica i Tanzània. És l'única espècie reconeguda del gènere Dinogorgon. Era un dels rubidgeïns més grossos. El crani tenia ossos gruixuts i una protuberància important que probablement servia per esmorteir les forces de mossegada. El crani feia uns 40 cm de llargada. Tenia quatre o cinc dents postcanines a cada maxil·lar, tot i que eren minúscules en comparació amb les incisives i la canina. Era un animal carnívor que ha estat descrit com «el rei de la jungla permiana».